# Фантастична премія міста Вецлар
Фантастична премія міста Вецлар (нім. Phantastik-Preis der Stadt Wetzlar) — літературна премія, яку присуджує міська адміністрація Вецлара за оригінальні німецькомовні роботи, опубліковані в попередньому календарному році.

## Історія
Премія була заснована в 1983 році. Нагороджують оригінальні німецькомовні твори в жанрі фантастики. Журі складається з чотирьох членів (представники муніципалітету, книжкової торгівлі, преси та освітніх закладів). Розмір премії спочатку був 2500 марок, в 1990 р. він був підвищений до 7000 марок. З 2002 р. премія становить 4000 євро. 
Вручення премії відбувається на Дні фантастики під керівництвом Бібліотеки фантастики в Вецларі.

## Лауреати
| Рік вручення | Ім'я автора-переможця              | Назва літературного твору                                                  |
| ------------ | ---------------------------------- | -------------------------------------------------------------------------- |
| 1983         | Вольфганг та Гайке Гольбайн        | Чарівний місяць                                                            |
| 1984         | Фредерик Гетьманн                  | Вагаду                                                                     |
| 1985         | Йоганна та Гюнтер Браун            | Герой, що багаторазово збільшувався                                        |
| 1986         | Бернд Краймаєр                     | Сеттера                                                                    |
| 1987         | Гюберт Манія                       | Шінтіла, іскорка душі                                                      |
| 1988         | Сігрід Гоїк                        | Історія Саїда                                                              |
| 1989         | Герберт Франке                     | Зірка Йова                                                                 |
| 1990         | Рафік Шамі                         | Нічний оповідач                                                            |
| 1991         | Карл Амері                         | Таємниця склепу                                                            |
| 1992         | Цього року вручення не відбувалося | Цього року вручення не відбувалося                                         |
| 1993         | Ганна Йогансен                     | Над небесами                                                               |
| 1994         | Сюзанна Кайзер                     | Про дівчинку і дракона                                                     |
| 1995         | Герт Гайденрайх                    | Ніч крамарів                                                               |
| 1996         | Бернгард Кегель                    | Сланцевий скелет                                                           |
| 1997         | Гаральд Герлах                     | Зимові голоси                                                              |
| 1998         | Гансйорг Шнайдер                   | Водяний знак                                                               |
| 1999         | Альбан Гербст                      | Тетіс. Інший світ                                                          |
| 2000         | Гюнтер Грос                        | Той, хто читає думки                                                       |
| 2001         | Міхаель Вальнер                    | Мангеттен в польоті                                                        |
| 2002         | Юрген Лодеман                      | Зіґфрід і Крімгільда                                                       |
| 2003         | Зоран Дрвенкар                     | Скажи мені, що ти бачиш                                                    |
| 2004         | Корнелія Функе                     | Чорнильне серце                                                            |
| 2005         | Вальтер Мерс                       | Місто сплячих книжок                                                       |
| 2006         | Герт Лошюц                         | Темне суспільство — роман, дія якого відбувалося протягом 10 дощових ночей |
| 2007         | Томас Главінич                     | Нічна робота                                                               |
| 2008         | Роберт Шнайдер                     | Одкровення                                                                 |
| 2009         | Крістіан Крахт                     | Я тут залишуся при світлі дня і в темряві                                  |
| 2010         | Крістіане Нойдекер                 | Сіамське піаніно                                                           |
| 2011         | Маркус Ортс                        | Шапка-неведимка                                                            |
| 2012         | Йохен Шіманг                       | Нова середина                                                              |
| 2013         | Аніка Шефель                       | До того, як все зникне                                                     |
| 2014         | Террі Пратчетт                     | Хитрун                                                                     |
| 2015         |                                    |                                                                            |
| 2016         | Антонія Міхаеліс                   | Ніхто не любить листопада                                                  |
| 2017         | Цього року вручення не відбувалося | Цього року вручення не відбувалося                                         |
| 2018         | Томас фон Штайнайкер               | Захист раю                                                                 |
| 2019         | Антже Вагнер                       | Гайд                                                                       |